# Wyspa Siple’a
Wyspa Siple’a (ang. Siple Island) – pokryta śniegiem, długa na 110 km wyspa antarktyczna. Leży na zachód od zatoki Wrigleya, w obrębie Lodowca Szelfowego Getza. Lodowiec ten oddziela otwarte wody Oceanu Południowego od wybrzeża Bakutisa, będącego częścią Ziemi Marii Byrd.

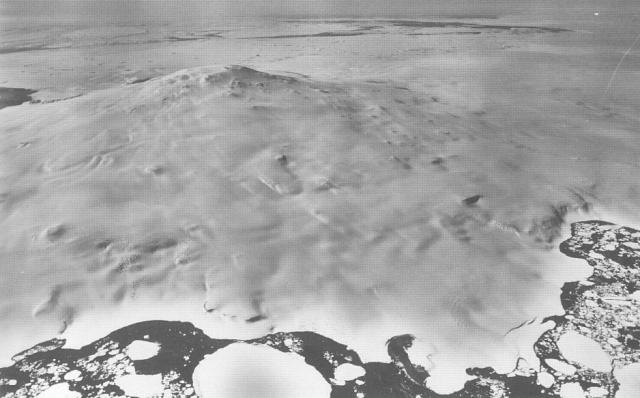
Wulkan Mount Siple, położony na wyspie

Wyspa ma powierzchnię 6390 km², a jej najwyższym punktem jest szczyt czynnego wulkanu tarczowego Mount Siple – 3110 m, co stawia wyspę na 17. miejscu wśród wysp o najwyższym wzniesieniu n.p.m. Nie stwierdzono erupcji tego wulkanu w czasach historycznych. Nie ma dowodu na to, że góra ta została kiedykolwiek zdobyta przez człowieka. Wulkan i cała wyspa zostały nazwane na cześć Paula A. Siple’a, polarnika, członka wypraw Richarda Byrda.